# Separation City
Separation City è un film del 2009 diretto da Paul Middleditch.

## Trama
Simon, felicemente sposato con Pam, si innamora di Katrien, mettendo in difficoltà il suo matrimonio.